# Otto Hahn (Schiff)
Das frachtfahrende Nuklearschiff Otto Hahn wurde als drittes ziviles Schiff nach dem sowjetischen Eisbrecher Lenin und der US-amerikanischen Savannah von einem Kernreaktor angetrieben. Das Schiff wurde nach dem Kernchemiker und Nobelpreisträger Otto Hahn benannt, der beim Stapellauf 1964 persönlich anwesend war. Es war als Pilotprojekt für die maritime Nutzung der Kernenergie gedacht, blieb aber das einzige deutsche Schiff mit Kernenergieantrieb, im Volksmund auch das „Atomschiff“ bzw. „Atomfrachter“ genannt. Im Gegensatz zu den meisten militärischen nuklear angetriebenen Schiffen und U-Booten wurde die Otto Hahn nicht mit hoch angereichertem Uran, sondern mit konventionellem leicht angereichertem Uranbrennstoff (~5% 235U) betrieben, wie man ihn auch in Leichtwasserreaktoren an Land verwendet.

## Geschichte

### Planung und Bau
Am Beginn des Projekts stand 1960 die Ausschreibung der Gesellschaft für Kernenergieverwertung in Schiffbau und Schiffahrt (GKSS) in Geesthacht für ein nuklear angetriebenes Handelsschiff mit der Betonung des Vorranges von Forschungsaufgaben. Ein Jahr später lieferten deutsche Werften Vorschläge für ein Schiff, das sich für den Einbau einer solchen Antriebsanlage eignen sollte. Ursprünglich war ein Tanker vorgesehen, die GKSS hatte jedoch auch Alternativen erbeten. Die Wahl fiel auf einen Erzfrachter, wie er von den Kieler Howaldtswerken angeboten worden war. Als Reaktor war zum damaligen Zeitpunkt noch ein Typ mit organischem Moderator und Kühlmittel (OMR) vorgesehen. Im Laufe des Jahres 1962 nahm man von diesem Typ jedoch wieder Abstand, da technische Schwierigkeiten sein wirtschaftliches Potential zunichtegemacht hatten. Am 27. November 1962 wurde im Hamburger Hotel Atlantic der Werftbauvertrag unterzeichnet. Die Entwicklungs- und Bauleitung wurde dem deutschen Nuklearphysiker Erich Bagge übertragen. Ein Jahr später konnte aus den Angeboten verschiedener Reaktorbauer der Antrieb festgelegt werden.
Das Schiff wurde zwischen 1963 und 1968 bei der Kieler Howaldtswerke AG mit Baukosten von 56 Millionen DM gebaut, an denen sich die Euratom mit 16 Millionen DM beteiligte. Die Arbeiten am nuklearen Antrieb beanspruchten den größten Teil der Bauzeit; die Schiffshülle war bereits im Sommer 1964 im Beisein Otto Hahns getauft worden. Als Energiequelle diente ein Druckwasserreaktor (DWR) des Herstellers Interatom in Bensberg mit Wasser als Kühlflüssigkeit und Moderator im Primärkreislauf, der von der Deutsche Babcock & Wilcox Dampfkessel-Werke AG in Friedrichsfeld (Niederrhein) gebaut wurde. Im Sekundärkreislauf wurde der Antriebsdampf für die konventionelle Dampfturbine erzeugt. Druckwasserreaktoren sind die bevorzugte Bauform für maritime Anwendungen, da sie sehr kompakt und robust sind. Abgesehen von einigen sowjetischen und amerikanischen Experimenten mit Flüssigmetallreaktoren sind bis heute alle nuklear angetriebenen Wasserfahrzeuge mit Druckwasserreaktoren ausgestattet.

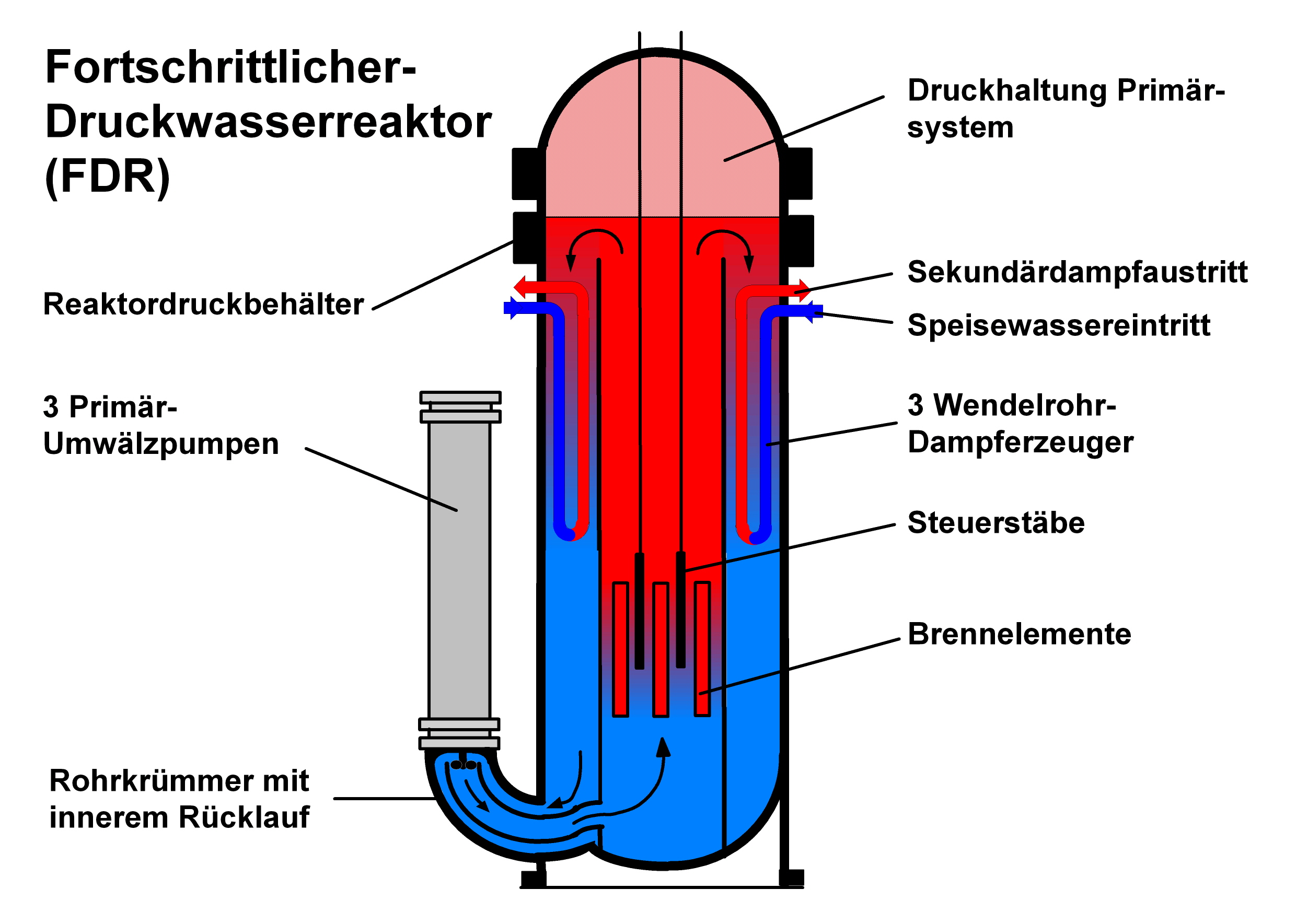
Schemazeichnung des Druckwasserreaktors

Als Neuerung gegenüber früheren Druckwasserreaktoren wurden bisher außerhalb des Reaktordruckbehälters angeordnete Komponenten, namentlich der Sekundärdampferzeuger und der Druckhalter für den Primärkreislauf, in den Reaktordruckbehälter verlagert. Dadurch konnten Tragkonstruktionen für die Komponenten und die verbindenden Rohrleitungen entfallen. Zudem wurde die Abschirmung des Reaktors außerhalb des Druckbehälters durch die kompakte Bauweise vereinfacht.
Die Druckhaltung im Primärsystem erfolgte durch ein Dampfpolster im oberen Teil des Reaktordruckbehälters. Die Temperatur des Primärwassers am Reaktorkernaustritt bestimmte hierbei den Dampfdruck des Dampfpolsters. Die Umwälzung des Primärwassers erfolgte mit drei freistehenden Primärumwälzpumpen, die mit kurzen Rohrkrümmern am Boden des Druckbehälters angebracht waren. Im Innenrohr des Krümmers erfolgte der Rückfluss zum Reaktorkern. Durch das Dampfpolster, die statische Höhe des Primärsystems und die Abkühlung des Primärwassers am Sekundärdampferzeuger wurde der erforderliche Zulaufdruck für die Primärumwälzpumpen auch bei stärkerem Seegang gewährleistet.

### Betrieb und Forschung

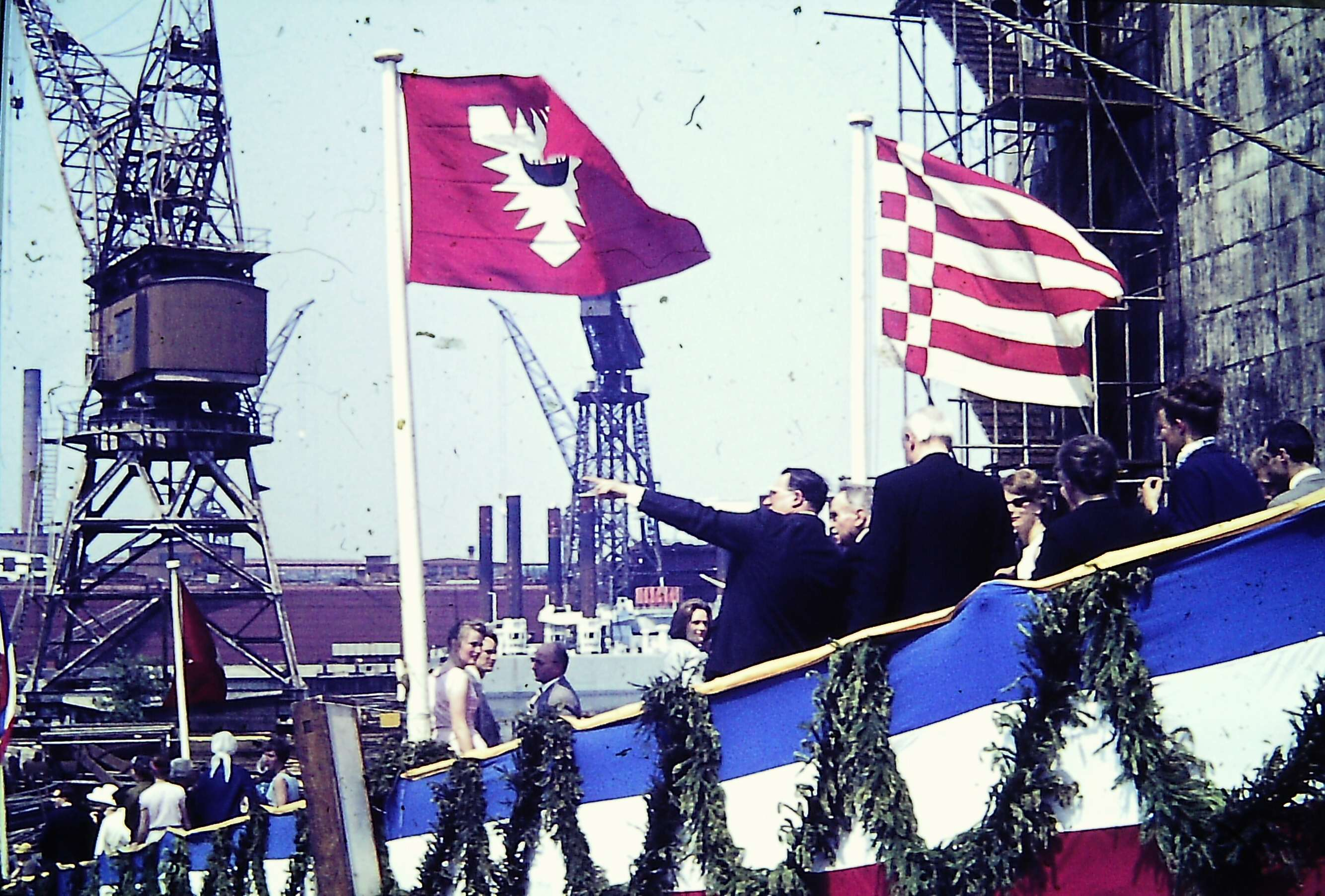
Stapellauf des Erzfrachters Otto Hahn in Kiel.

Das Schiff absolvierte am 11. Oktober 1968 seine erste Probefahrt. Die Otto Hahn war in erster Linie ein Forschungsschiff; die Verwendung als Frachtschiff war sekundär. Sie sollte zwar bereits quasi-kommerziell als Erzfrachter fahren, vor allem aber dazu dienen, Erfahrungen für zukünftige Nuklearschiffbauten zu sammeln. Das zeigt auch ihr ungewöhnliches Aussehen mit einem mittschiffs angeordneten zusätzlichen Aufbau für die Brücke, während in den Heckaufbauten Kabinen für bis zu 36 Forscher, ein Besprechungsraum, zwei Labore und zwei Salons sowie diverse Messen und Empfangsräume für Repräsentationszwecke untergebracht wurden.
Ab 1969 war Heinrich Lehmann-Willenbrock Kapitän der Otto Hahn. Von 1974 bis 1979 führte Ralf Matheisel das Schiff.
Nach vier Jahren und 250.000 Seemeilen (~460.000 km) musste 1972 zum ersten Mal der Kernbrennstoff ausgetauscht werden. Die Otto Hahn hatte bis dahin 22 Kilogramm davon verbraucht, also etwa fünf Gramm auf hundert Kilometer. Am 18. März 1977 übergab die GKSS in Geesthacht die Bereederung und die Befrachtung des Schiffs an die Reederei Hapag-Lloyd in Hamburg. Da die Otto Hahn wegen ihres nuklearen Antriebs zahlreiche ausländische Häfen nicht anlaufen durfte, wurde das Experiment 1979 eingestellt und der Atomantrieb stillgelegt. Für die in den 1970er Jahren entstandenen Schiffsentwürfe Nukleares Container-Schiff 80 (NCS-80) sowie (NCS 240) der GKSS, Interatom und des Bremer Vulkan fand sich trotz staatlicher Förderzusagen keine Reederei, die bereit war, ein solches Schiff in Auftrag zu geben.
Bis zur Stilllegung des Kernenergieantriebs hatte die Otto Hahn insgesamt 650.000 Seemeilen zurückgelegt und 33 Häfen in 22 Staaten angelaufen, hauptsächlich in Südamerika und Afrika, viele davon aber nur einmal mit einer Ausnahmegenehmigung. Eine Passage durch den Suez- oder Panamakanal wurde ihr stets verwehrt. International gültige Richtlinien für den Betrieb von Kernenergieschiffen kamen trotz zahlreicher Seerechtskonferenzen in den 1960er Jahren nie zustande. Die letzte Reise des Schiffes nach Durban 1978 ist in dem Roman Der Abschied von Lothar-Günther Buchheim beschrieben.

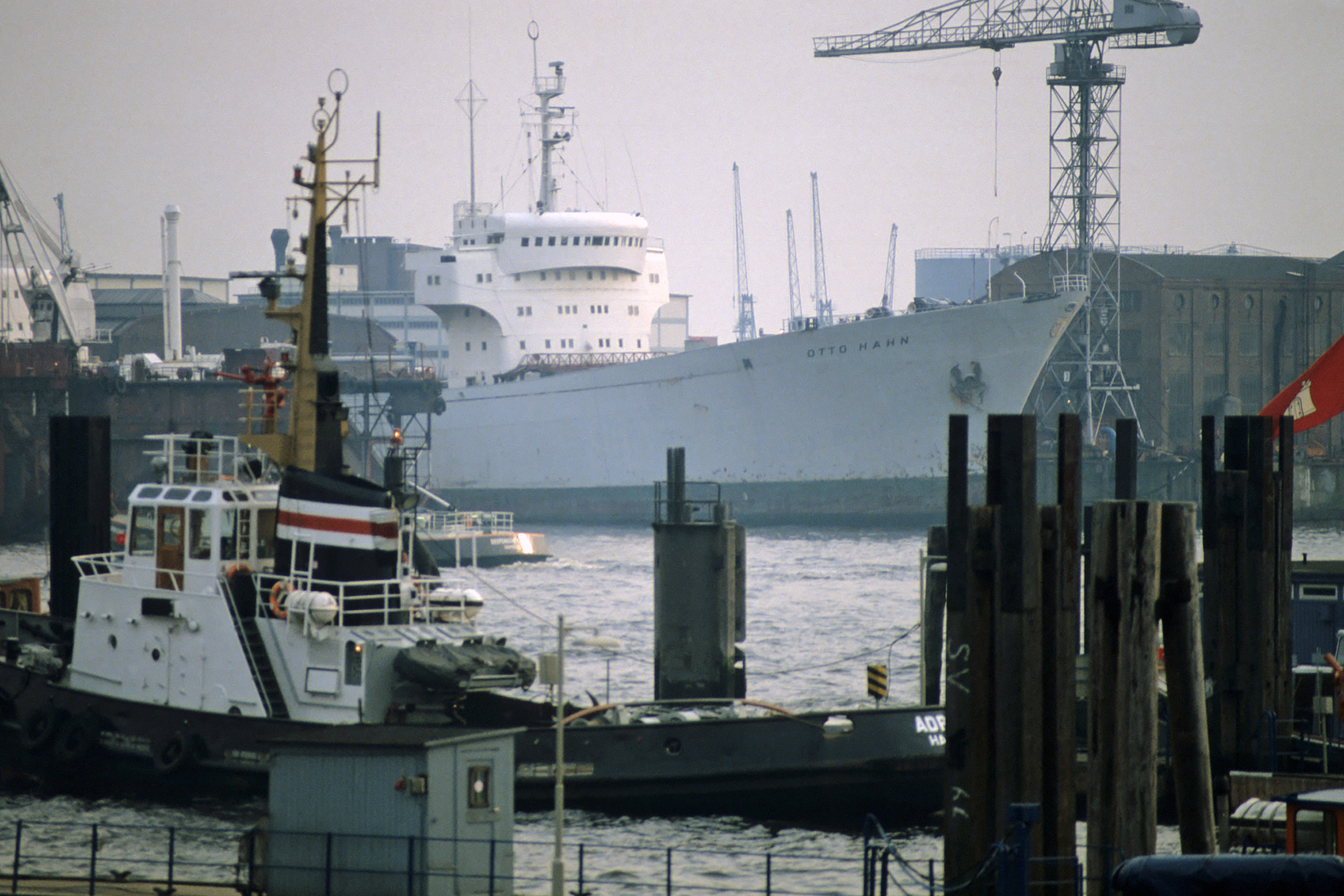
Nuklearschiff Otto Hahn im Hamburger Hafen (1980)

### Stilllegung des Reaktors
Der Ausbau des Nuklearantriebs erfolgte im Hamburger Hafen. Der Druckbehälter und die Kernbrennstäbe wurden 1981 im Helmholtz-Zentrum Geesthacht eingelagert. Im Sommer 2010 wurden 52 Kernbrennstäbe von dort in das südfranzösische Kernforschungszentrum Cadarache transportiert. Von dort aus wurde das behandelte Nuklearmaterial im Dezember 2010 in das Zwischenlager Nord in Lubmin bei Greifswald überführt.
Am 16. November 2016 beantragte das Helmholtz-Zentrum Geesthacht unter anderem die Zerlegung des Reaktordruckbehälters nach § 7 des Atomgesetzes.

### Umbauten und weitere Nutzung

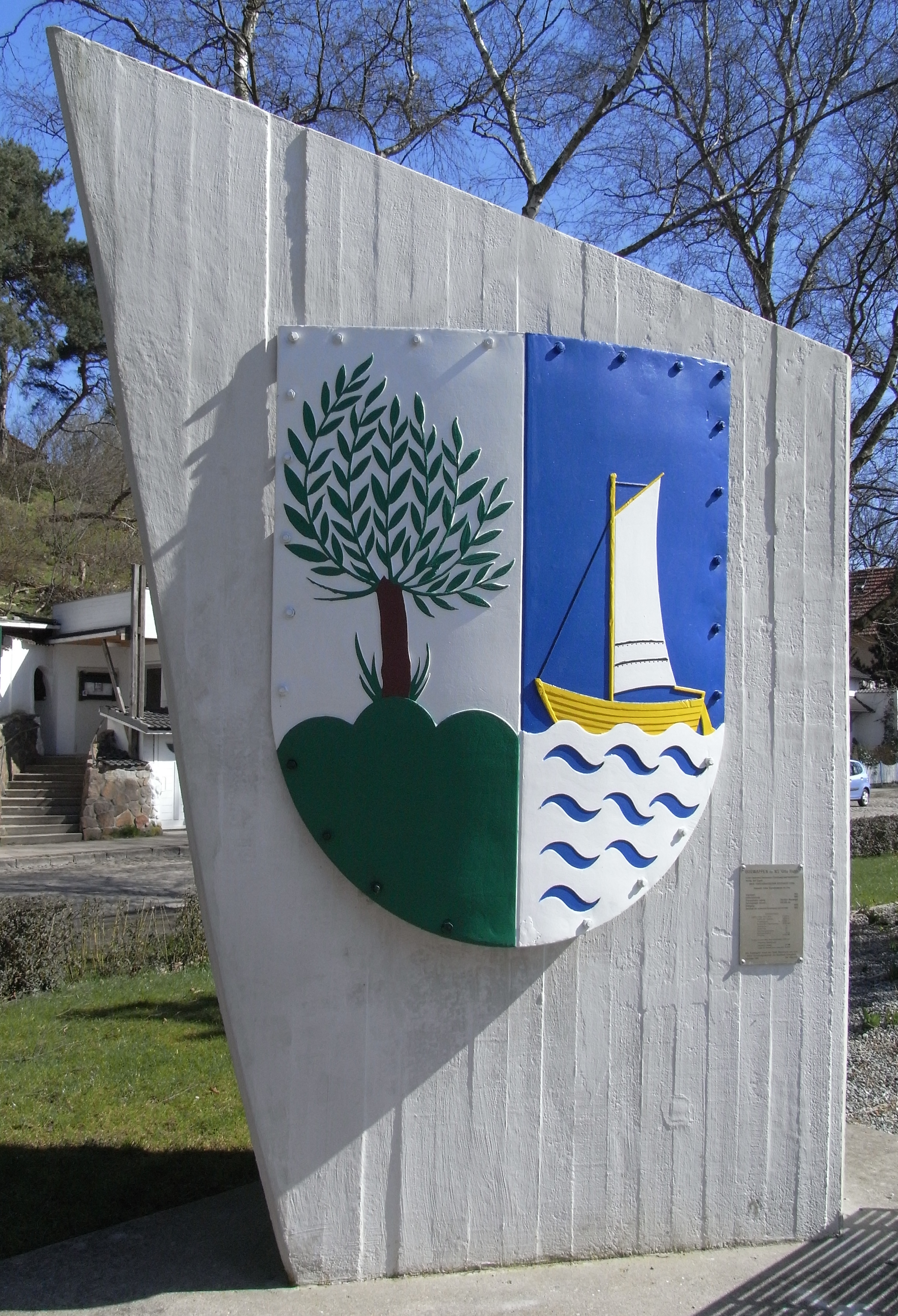
Bugwappen der Otto Hahn, heute am Elbufer in Geesthacht ausgestellt

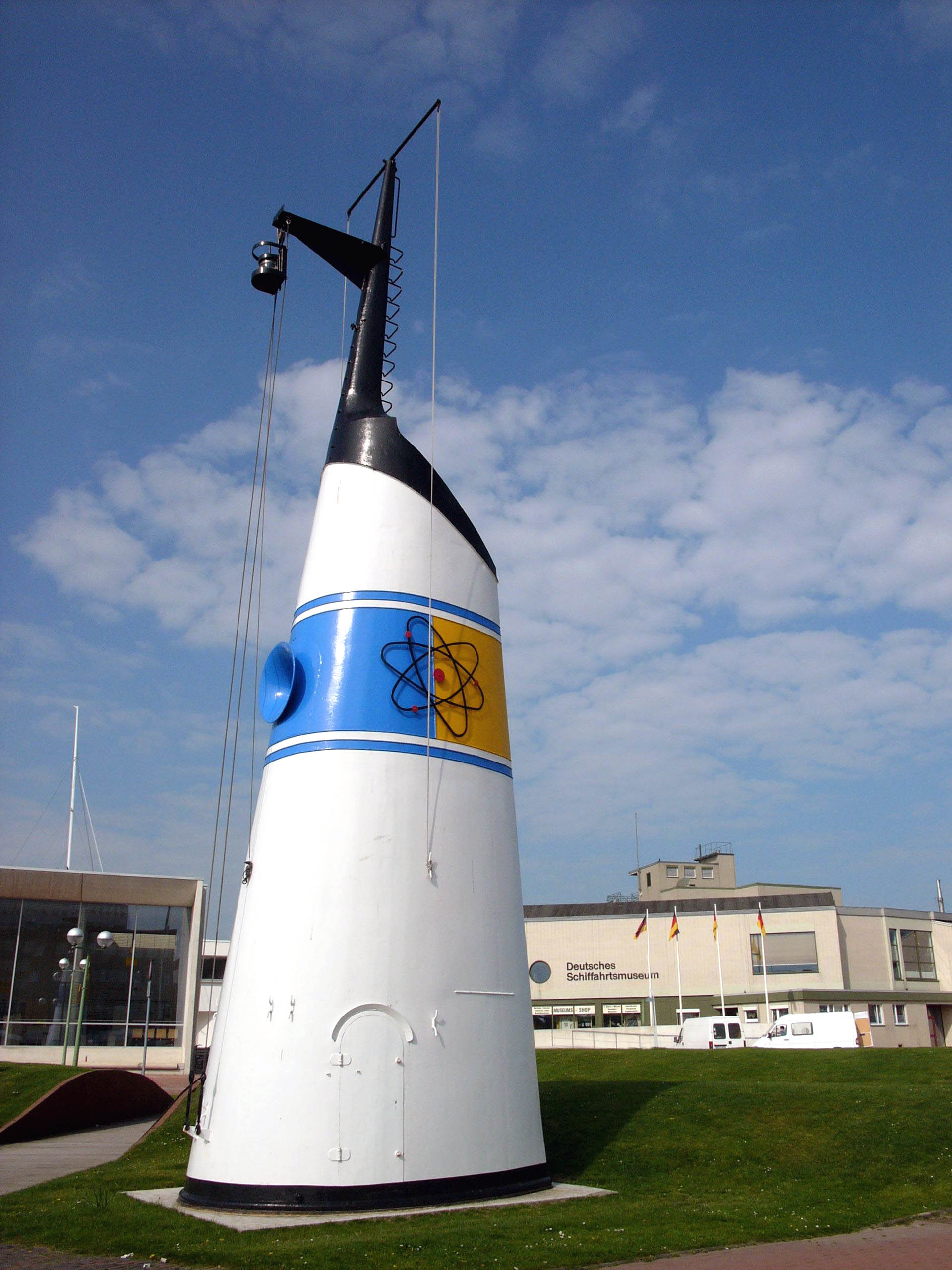
Schornstein der Otto Hahn auf dem Gelände des Deutschen Schiffahrtsmuseums in Bremerhaven

Die Otto Hahn wurde im Sommer 1982 an die Projex Reederei des Hamburger Reeders Harm Vellguth verkauft, der das Schiff in Trophy umbenannte und bis zum November 1983 für 4 Millionen DM bei der Bremerhavener Rickmers-Werft zu einem Containerschiff mit Dieselmotor und drei 35-Tonnen-Bordkränen umbauen ließ. Die Heckaufbauten wurden entfernt und an ihrer Stelle der ursprünglich mittschiffs gelegene Brückenaufbau aufgesetzt, wodurch sich das Aussehen des Schiffes radikal veränderte. Unter den Namen Norasia Susan (ab 1983), Norasia Helga (ab 1985) und Carmen (ab 1985) fuhr das Schiff bis 1988 für Projex. 1989 kam es in den Besitz der chinesischen Reederei COSCO, für die es bis 1998 als Hua Kang He fuhr. Danach wurde das Schiff für neue griechische Eigner noch einmal zum Mehrzweckfrachter umgebaut und blieb als Anais, Tal und Madre bis 2009 unter der Flagge Liberias in Dienst.
Nach einer mehrwöchigen Aufliegezeit in Abu Dhabi wurde das Schiff Ende 2009 von seiner letzten Reederei, der griechischen Alon Maritime Corporation für 2,45 Millionen US-Dollar zum Abbruch nach Bangladesch verkauft und dort abgewrackt.

### Verbliebene Bauteile des Schiffs
Das ehemalige Bugwappen der Otto Hahn ist heute auf einer Wiese hinter dem Freibad in Geesthacht zu finden. Die Schiffsglocke befindet sich im Geesthachter Helmholtz-Zentrum Hereon, der früheren GKSS, im Archiv. Der Schornstein steht auf dem Außengelände des Deutschen Schifffahrtsmuseums in Bremerhaven. Er hatte vorwiegend dekorative Funktion und wurde nur beim Einsatz der Hilfsmaschinen benötigt. Der Reaktor- und Maschinenleitstand der Otto Hahn befindet sich ebenfalls in der Sammlung des Deutschen Schifffahrtsmuseums.

## Technische Daten

### Baudaten
- Schiffsname: Otto Hahn
- Eigner: GKSS-Forschungszentrum Geesthacht GmbH
- Bauwerft: Kieler Howaldtswerke AG (später HDW)
- Baunummer: 1103
- Schiffsklasse: + 100 A4E durch Germanischer Lloyd und Bureau Veritas
- Schiffstyp: Erzschiff, Fahrgastschiff, Kernenergieschiff
- Heimathafen: Hamburg
- Unterscheidungssignal: DAOH
- Kiellegung: 31. August 1963
- Stapellauf: 13. Juni 1964
- Fertigstellung: 1. Oktober 1968
- BRT: 16.870
- NRT: 7.257
- LüA: 172,05 m
- Lpp: 158,20 m
- Breite auf Spanten: 23,40 m
- T beladen: 9,22 m
- Freibord: 5,33 m
- Seitenhöhe bis Deck: 14,5 m
- Tragfähigkeit (tdw): 14.079 ts
- Leistung der Hauptmaschine: 7.355 kW
- Besatzung: 63 Mann
- Forschungspersonal: 36 Mann (max.)
- Geschwindigkeit: 17 kn

### Antrieb
- Antriebsanlage normal / max: 10.000 PS / 11.000 PS
- Drehzahl normal / max: 97/min / 100/min
- Dampfmenge Haupt- / Hilfsturbine: 48,8 t/h / 5,7 t/h
- Primärsystem Betriebsdruck: 63,5 bar
- Ein- / Auslasstemperatur: 267 °C / 278 °C
- Dampfsekundärsystem Speisewasser-Dampftemperatur: 185 °C / 273 °C
- Dampfdruck: 31 bar

### Reaktor
- Thermische Leistung: 38 MW
- Einsatzzeit bei Volllast: 900 d
- Mittlerer Abbrand: 23.000 MWd/tU
- Eingesetzte UO2-Menge: 1,7 t
- Mittlere Anreicherung: 3,5 / 6,6 %
- Mittlerer therm. Neutronenfluss: 1,1 × 1013 cm−2s−1
- Zahl der Elemente / Brennstäbe: 12 / 2810
- Äquivalenter Kerndurchmesser: 1050 mm
- Aktive Kernhöhe: 830 mm
- Brennstabdurchmesser: 11,4 mm
- Wandstärke der Hüllrohre: 0,8 mm
- Hüllrohrwerkstoff: Zirkalloy-4

### Reaktordruckbehälter
- Durchmesser / Höhe licht: 2360 mm / 8580 mm
- Innenvolumen: 35 m³
- Wand- / Plattierungsstärke: 50 mm / 8 mm
- Auslegungs-Druck / -Temperatur: 85 kp/cm² / 300 °C